# راشتون، چشر
راشتون (به انگلیسی: Rushton) یک روستا و محله مدنی در بریتانیا است که در چشر غربی و چستر واقع شده‌است. راشتون ۴۸۴ نفر جمعیت دارد.